# Kanton Ouessant
Der Kanton Ouessant war bis 2015 ein französischer Wahlkreis im Arrondissement Brest, im Département Finistère und in der Region Bretagne.
Der Kanton bestand aus der Insel Ouessant (frz. Île d’Ouessant) sowie der sich in Privatbesitz befindenden nördlicher gelegenen Insel Keller (Île de Keller).

## Politik
Jean-Yves Cozan war bis zur Auflösung des Kantons 2015 Vertreter des Kantons Ouessant im Conseil Général des Departements Finistère.

## Bevölkerungsentwicklung
| 1962 | 1968 | 1975 | 1982 | 1990 | 1999 | 2006 | 2012 |
| ---- | ---- | ---- | ---- | ---- | ---- | ---- | ---- |
| 1938 | 1814 | 1450 | 1221 | 1062 | 932  | 857  | 893  |